# Carl Vogt
August Christoph Carl Vogt (Gießen, 5 luglio 1817 – Ginevra, 5 maggio 1895) è stato un filosofo e zoologo tedesco con cittadinanza svizzera.

## Biografia
Zoologo e chimico di rango e allievo di Liebig inizia la sua carriera come professore di zoologia a Giessen.
Nel 1845 studia alla Sorbona e a Nizza. Durante questo periodo frequenta Proudhon, Marx, Herzen e Bakunin.
Fu eletto deputato al Parlamento di Francoforte, ma avendo poi partecipato ai moti del 1848 è costretto a lasciare la Germania e passare nella vicina Svizzera. Qui continua ad occuparsi di medicina e zoologia, ma diventa anche promotore culturale e assume cariche politiche di una certa importanza: naturalizzato ginevrino, è eletto consigliere agli Stati e poi Consigliere nazionale.
Nel 1854 pubblica Superstizione e scienza, scritto polemico contro Richard Wagner, in cui, oltre ad attaccare le derive spiritualistiche negli ultimi drammi del musicista, si scaglia anche contro tutti gli spiritualismi e in particolare contro la dottrina del fisiologo di Gottinga, suo quasi omonimo, Rudolf Wagner. Continua a scrivere articoli e libri che lo pongono in evidenza come uno dei più radicali filosofi materialisti del tempo, ma anche come uno studioso di antropologia fisica di tutto rispetto. Notevoli infatti le sue ricerche di biologia marina e i suoi studi sui salmonidi, sui cefalopodi, sui sinofori e su alcuni tipi di rettili, nonché studi geologici e sui fossili.
Nel 1872, è nominato professore titolare di zoologia e direttore dell'Istituto di zoologia dell'Università di Ginevra, della quale sarà rettore dal 1874 al 1876, posto che occuperà fino alla sua morte il 5 maggio 1895.

## Pensiero
Vogt vede la realtà in maniera analoga agli altri materialisti del suo tempo, facendo suoi molti elementi dell'evoluzionismo darwiniano, di cui si fa promotore. Però egli radicalizza anche i termini del pensiero materialistico, in senso fortemente riduzionista e fisicalista. Per lui tutto l'essere si riduce a processi rigorosamente materiali. Egli arriva perciò a sostenere, in maniera più brutale, ciò che già aveva ipotizzato Diderot; cioè che il pensiero è materiale. Esso per Vogt non sarebbe altro che un "prodotto" dei meccanismi biologici come ogni altro. Quindi la sua affermazione (Superstizione e scienza, 1854): «il pensiero sta al cervello come la bile sta al fegato e l'orina ai reni».
Carl Vogt fece parte della Massoneria.

## Discendenza
Suo figlio William (1859-1918) è un politico e autore di pamphlet antimassonici.

## Attualità
Nel 2022 l'Università di Ginevra ha tolto il suo nome ad un immobile che lo portava e intende "contestualizzare" il suo busto, che si trova su terreno pubblico davanti all'entrata principale dell'Università.

## Opere

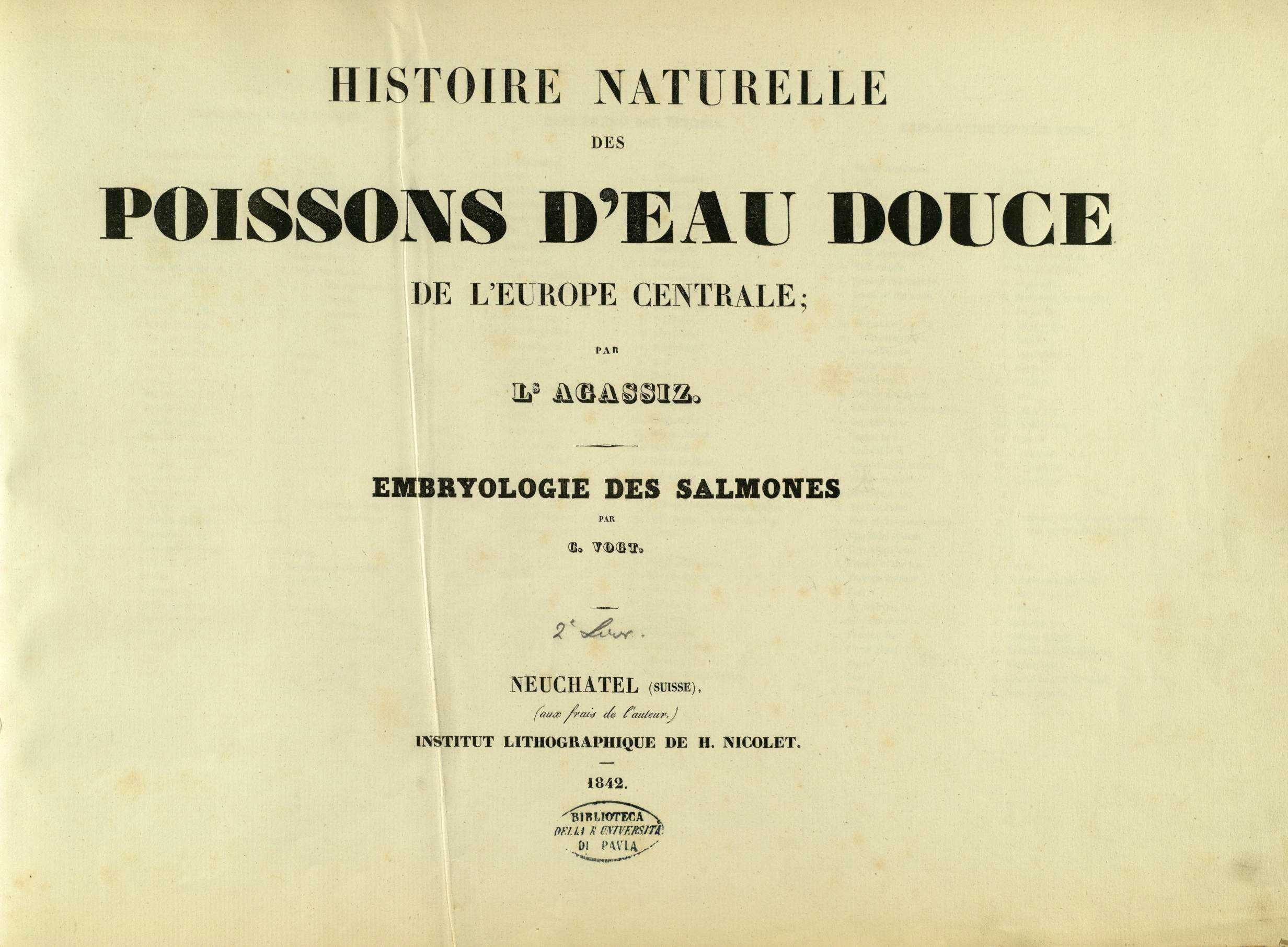
Histoire naturelle des poissons d'eau douce de l'Europe centrale, 1842

- (FR) Histoire naturelle des poissons d'eau douce de l'Europe centrale, Neuchâtel, Nicolet, 1842.
- Manuale di geologia e di scienza dei fossili, 1846
- Superstizione e scienza, 1854
- Lezioni sull'uomo e sul suo posto nella creazione e nella storia della terra, 1863
- Memorie sui microcefali o uomini scimmie, 1866